# Alberto Serti
Alberto Serti (Riccò del Golfo di Spezia, 27 giugno 1933 – La Spezia, 4 marzo 2005) è stato un pugile italiano, Campione europeo dei pesi piuma tra il 1962 e il 1963.

## Carriera
Da dilettante vince la medaglia d'argento ai Campionati mondiali militari del 1954, a Lione, nei pesi piuma. 
Professionista dal 1955, nella sua carriera incrocia i guantoni, tra gli altri, con il tedesco Willy Quatuor, battendolo per Kot al 3º round e con il finlandese Olli Mäki (sconfitta ai punti a Helsinki); entrambi indosseranno la cintura europea.
Il 31 agosto 1960 fallisce un primo tentativo di indossare la cintura di Campione d'Italia, non andando oltre il pari contro Raimondo Nobile.
Diviene campione europeo dei pesi piuma il 19 agosto 1962 a Sanremo, battendo ai punti il francese Gracieux Lamperti. Ottiene un pari con la medaglia d'argento olimpica dei pesi gallo, Primo Zamparini, in un match non valido per il titolo.
Perde poi la cintura europea nel luglio 1963 a Cardiff contro il gallese Howard Winstone, futuro Campione del Mondo della categoria, per Knock-out tecnico alla quattordicesima ripresa. 
Conquista il titolo italiano, sempre nei piuma, il 16 ottobre 1964, a Torino, battendo ai punti Aldo Mastellaro. Lo cede ai punti alla prima difesa il 22 dicembre dello stesso anno, a Sassari, al sardo Andrea Silanos, in quello che sarà l'ultimo incontro della sua carriera.
Ha riportato complessivamente 25 vittorie, 9 sconfitte e 5 pareggi.